# Bataille de Bougafer

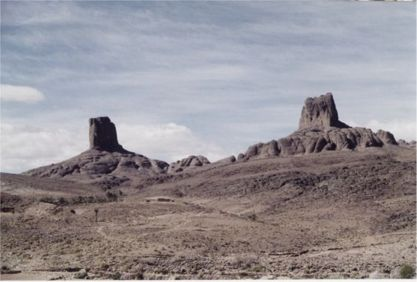
Mont de Saghro haut Atlas : théâtre des opérations militaires coloniales

La bataille de Bougafer ou bataille de Saghro, débute le 13 février 1933 au Maroc et oppose les forces coloniales françaises, aux combattants des tribus Aït Atta.
Retranchés sur la montagne de Bougafer au sud du Djebel Saghro, 12 000 hommes et femmes de la tribu berbère (amazigh) Aït Atta résistent pendant plus de quarante jours face à plus de 80 000 hommes et n'acceptent de négocier une trêve qu'après des bombardements aériens de l'aviation stationnée à Ouarzazate et un sévère blocus.

## Contexte
Dans un contexte de résistance marocaine face à la colonisation française, qui a débuté avec l'établissement du protectorat en 1912, des tensions croissantes entre les autorités coloniales et les populations locales, notamment les tribus berbères du sud du Maroc, ont vu leur autonomie et leurs terres menacées par l'expansion coloniale.
Dans les années 1920 et 1930, plusieurs mouvements de résistance ont émergé, en particulier dans les régions montagneuses comme dans l'Atlas. Les tribus berbères, ont commencé à s'organiser pour défendre leurs droits et leur mode de vie. La révolte de 1921-1926, dirigée par Abd el-Krim dans la région du Rif, a également inspiré d'autres mouvements de résistance à travers le pays ou encore, celle, plus tôt, de Ahmed al-Hiba.
La bataille de Bougafer a été déclenchée par une série d'incidents, notamment des révoltes locales. Les forces françaises, cherchant à établir un contrôle plus ferme sur la région, ont lancé des opérations militaires pour écraser la résistance. Mais également, la tribu Aït Atta, a été à la manœuvre de plusieurs attaques contre l'armée française comme en 1908, en 1914 et, en 1933.

## Ordre de bataille

### Armée française
Commandement supérieur
- Commandant : Général Huré
- Localisation : Tinghir

Groupement de l'Ouest
- Commandant : Général Catroux
- Effectifs : 4 400 partisans
- Organisation : Réparti en quatre harkas
- Commandement des harkas : Lieutenant-colonel Chardon[4], responsable du Territoire de Ouarzazate

Unités :
- 6 goums (250 goumiers/par goums)
- Régiment d'artillerie coloniale du Maroc (ou « Milice d'artillerie de Marrakech »)

Groupement de l'Est
- Commandant : Général Giraud
- Effectifs : 2 000 partisans dans une harka

Unités :
- 5 goums (250 goumiers/par goums)
- 2 compagnies montées de la Légion
- 2 escadrons de spahis
- 1 compagnie de tirailleurs sénégalais
- 1 compagnie saharienne du Ziz
- 1 batterie d'artillerie de la Légion
- 1 peloton d'automitrailleuses

Dispositifs de barrage au Sud
Unités :
- 1 demi-compagnie de la Légion
- 1 escadron de spahis
- 2 pelotons d'automitrailleuses
- Unités de Partisans

Aviation
- Engagement : 4 escadrilles

## Déroulement
Commandés par les généraux Giraud et Catroux, 80 000 Français cherchent à réduire 12 000 Marocains qui se positionnent dans le Saghro. Les Français engageront en priorité leurs goumiers et auxiliaires irréguliers marocains, pour éviter des pertes dans leurs troupes régulières. Ces goumiers et auxiliaires dit "partisans", payeront le prix lourd, au point que leurs morts ne seront pas dénombrés.
Les harkas, forces auxiliaires marocaines, entament leur mouvement dans la nuit du 12 au 13 février 1933. Le lendemain, des escarmouches éclatent, et un groupe marocain parvient à capturer 117 mulets chargés appartenant à la compagnie de Légion du groupe Despas, entraînant la mort de 6 légionnaires. Parallèlement, un avion de la 37e escadrille est abattu par les dissidents, et son équipage, comprenant le lieutenant observateur de Saulieu de la Chaumonerie, est massacré.
Le 15 février, le capitaine Lacroix engage des combats au Tizi n’Oulili. Les partisans, bien que présents, montrent une résistance variable, tandis que les goums, qui les soutiennent, subissent des très lourdes pertes. Les harkas avancent vers la cuvette d’Imsadene, forçant les hommes armés de la tribu Ait Atta à se replier dans le massif du Djebel Bougafer. Pendant ce temps, quelques familles demandent l’aman, une forme de protection et de soumission.
Les 16 et 17 février, la pression s'intensifie autour des combattants de la tribu Ait Atta, mais leur résistance rend les manœuvres des assaillants délicates. Les forces makhzen, sous le commandement du général Huré, se heurtent aux escarpements du plateau des Aiguilles, une zone difficile d'accès. Face aux difficultés croissantes, le général Huré décide de prendre le commandement sur le terrain et divise les forces en deux sous-secteurs, dirigés par les généraux Catroux et Giraud qui, après une conférence avec Huré, subit un accident d'avion. Le moteur de son appareil s'arrête en vol au-dessus du massif des Aiguilles. Grâce à l'habileté du pilote, l'avion est posé en catastrophe sur un plateau, mais il se renverse après avoir heurté un rocher. Bien que blessé, Giraud parvient à rejoindre ses troupes à cheval, démontrant une force de caractère remarquable malgré une lésion vertébrale qui affecte son commandement.

Entre le 18 et le 28 février, le blocus des forces berbères se renforce. Leurs  retranchements sont massivement bombardés par les forces du Makhzen qui occupent des positions dominantes. Le 20 février, les assaillants prennent pied dans la zone sud-est du plateau des Aiguilles, mais les gains restent insignifiants malgré des efforts considérables. Les pertes s'accumulent des deux côtés, avec 11 réguliers et supplétifs tués et plusieurs blessés.

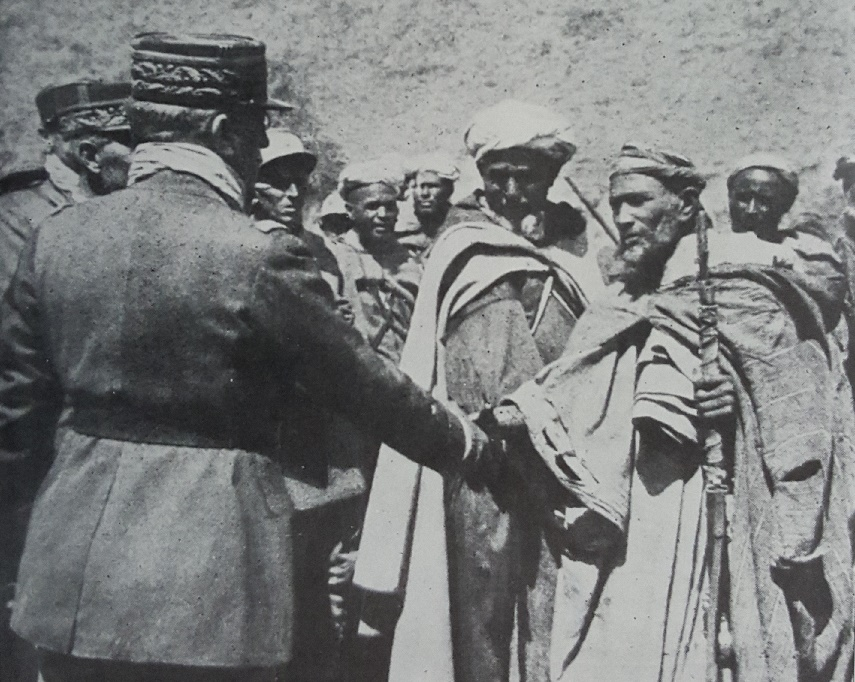
Le Général Huré et Assou Oubassalam concluent la paix le 25 mars 1933

Du 25 au 27, les goumiers et supplétifs sous le commandement du capitaine Henri de Bournazel, dit « l'homme rouge » à cause de sa tenue de spahis, parviennent à investir le versant est de Bougafer. 
Lucien Saint envoie le 27 le lieutenant-colonel et futur maréchal Alphonse Juin pour ordonner au général Huré de relancer l'assaut. Lancé le lendemain par les supplétifs suivis par les légionnaires, l'assaut est un échec face à la résistance acharnée des Aït Atta, qui sont retranchés dans des positions imprenables et les Français déplorent plus de 64 tués, dont 12 légionnaires et Bournazel.   Le général Huré ordonne alors de rompre le combat, considérant le Bougafer comme inexpugnable.Les Français décident donc de passer à une autre stratégie, faisant le blocus de la montagne tout en bombardant les assiégés avec leur artillerie et leur aviation.
Au début de mars 1933, le blocus est mis en place de manière rigoureuse, rendant le ravitaillement des dissidents presque impossible. Les Aït Atta sollicitent une trêve, mais les pourparlers échouent. Le 24 mars, Assou Oubasslam, chef des Aït Atta, propose une capitulation contre, notamment, une amnistie totale, la garantie que l'autorité du Glaoui ne s'étendra pas sur son territoire et la conservation de l'armement par les Aït Atta. Ces conditions sont acceptées par le Makhzen. Après cela, l'ensemble des tribus de la région se rallient au Makhzen. 327 Marocains ont été tués, dont 127 femmes. 

## Précédents
Cette contrée avait connu des tentatives d'intimidation notamment de la part du grand caïd de l'Atlas oriental Thami El Glaoui, en 1918.